# آسان‌پرداخت
آسان‌پرداخت  آپ کل نام آسان پرداخت پرشین یا نام پرشین سوئیچ شرکتی عمومی غیربانکی فناوری مالی و خدمات دهنده پرداخت، متمرکز کننده پرداخت و خرید و فروش بیمه اینترنتی ایرانی مستقر در خیابان مهناز امانیه تهران است و در بقیه شهرها شعبه دارد، جزو بزرگ‌ترین شرکت های صنعت آی تی و مطرح ملی است.
شرکت آپ یک تیم دو میدانی دارد و تعداد کارکنان آن ۵۲۶ نفر است.
شرکت روی شرکت صنعت فناوری سلامت(هلث‌تک)، فناوری املاک و مستغلات یا لندتک، گردشگری، نئوبانک سرمایه گذاری کرد.

## کارکرد
شرکت در پایان هر روز تمامی تراکنش‌های پرداختی را جمع‌آوری و به بانک عامل شرکت واریز می‌کند.
درسال 1396 اطلاعات کاربران این شرکت در اینترنت نشت کرد.
آپ پشتیبانی پرداخت های قوه قضائیه را انجام میدهد.

### شرکت ها
- آسان پرداز توسن آپسان

سرویس اعتباری آپسان (تالی) 

## محصولات
محصول های اصلی آپ درگاه پرداخت اینترنتی شاپرکی ، اپ پرداخت موبایلی و پرداخت درون برنامه ای ،اپلیکیشن پایانه خرید فروشگاهی و سیستم پوز و  احراز هویت است.
شرکت آپ یک اپراتور موبایل مجازی ایرانسل را به نام آپتل ( تلفن همراه نگین ارتباطات آوا) اداره میکند.
این شرکت با جمعیت هلال احمر وکمیته امداد همکاری کارهای خیرانه داشته.
آپ خدمات دستگاه های وارداتی تولید اسپایر و وریفون و Ingenico و پکس (PAX) میفروشد.
کوپن  حمایت از اقشار کم درآمد جامعه و تأمین کالای اساسی شیر، ماست، روغن، شکر، مرغ، تخم مرغ نقدی.

## مالکین
سهام آپ در تاریخ بیست و هشتم تیر ماه سال ۱۳۹۹ به شرح زیر است:
- شخص حقیقی دارنده ۶۷۰ میلیون قطعه سهم
- شخص حقیقی دارنده ۶۵۵ میلیون قطعه سهم
- شرکت گسترش فناوری های نوین دارنده ۴۷۹ میلیون سهم آپ
- صندوق رفاه و تامین آتیه دارنده ۴۷۷ میلیون سهم
- پتروشیمی غدیر